# Сибирские старожильческие говоры
Сибирские старожильческие говоры — диалекты русского языка, сформировавшиеся на базе северорусского наречия под серьёзным лексическим влиянием элементов южнорусского наречия и иноязычных вкраплений (в первую очередь тюркоязычных, а иногда юкагирских и эвенских). Употребляются сибирскими старожилами: сибиряками, чалдонами, кержаками, казаками, староверами, походчанами (колымчанами), русскоустьинцами (индигирщиками) и марковцами (анадырщиками).
С фонетической и грамматической точки зрения сибирские диалекты генетически восходят к севернорусским говорам и характеризуются оканьем, чётким произношением гласных, взрывным [г], отсутствием звука щ (заменяемого долгим [шш]), выпадением гласных (что приводит к изменениям в склонении прилагательных) и согласных, многообразием форм перфекта прошедшего времени, а также частым употреблением постпозитивной частицы -то, иногда расцениваемой в качестве артикля.

## Особенности
Томская лингвистическая школа (О. И. Блинова, О. И. Гордеева, Л. Г. Гынгазова) выделяет следующие единые черты сибирских старожильческих говоров:

### Фонетика
- Чередование г/к;
- Наличие ф (еслиф, илиф);
- Долгие твердые ж, ш;
- Различение ч и ц;
- Упрощение конечных ст и сть;
- Стяжение гласных (бела берёза).
- Слияние «з» и «ж»;

### Морфология
- Родительный падеж единственного числа женского рода на -а с окончанием -ы;
- Д-п ед.ч ж.р. на согласный с окончанием -е (в грязе);
- Творительный падеж единственного числа прилагательных совпадает с предложным падежом единственного числа (в большим доме);
- Вопросительное местоимение «чё»;
- 3 лицо единственного и множественного числа глаголов настоящего времени оканчивается на твёрдое т.

### Лексика
Однако, квашня, зыбка, пахать, шибко, опеть, литовка, верхонки, вехотка, гомонок, маленько, свороток, виска (протока) и т. д.
Поскольку вопрос о позиционировании некоторого идиома в качестве языка или диалекта не имеет четкого разрешения, сибирские диалекты нередко именуются «сибирскими говорами» (что не вполне верно, поскольку термин говор носит более локальный характер).

## Прочее
В речи походчан, живших в низовьях Колымы, до конца XX века отмечалось сладкоязычие: произношение звуков «л», «л’», «р’» и часто «р» как «й».

## Современное использование в культурной жизни
На филологических факультетах сибирских вузов изучение сибирских диалектов входит в состав курса «Русская диалектология». В Северо-Восточном государственном университете на филологическом факультете читается курс «Региональная лингвистика», значительная часть которого посвящена старожильческим говорам.
Сибирская группа «Буготак», играющая этно-рок и этническую музыку, имеет в репертуаре песни и на «чолдонской поговорке».